# Svjetsko prvenstvo u motociklizmu 1958. – 500cc
Svjetsko prvenstvo u motociklizmu u klasi 500cc za 1958. godinu je osvojio britanski vozač John Surtees na motociklu proizvođača MV Agusta. 

## Raspored utrka i osvajači postolja
1958. godine je bilo na rasporedu 7 trkačih vikenda Svjetskog prvenstva, te su na svima vožene utrke u klasi 500cc.
| rb | datum             | staza             | utrka          | službeni naziv utrke                         | pole poz.    | motocikl  | naj.krug     | motocikl  | pobjednik    | motocikl  | drugoplasirani | motocikl  | trećeplasirani  | motocikl  | izvj.                                                                    |
| -- | ----------------- | ----------------- | -------------- | -------------------------------------------- | ------------ | --------- | ------------ | --------- | ------------ | --------- | -------------- | --------- | --------------- | --------- | ------------------------------------------------------------------------ |
| 1  | 6. lipnja 1958.   | Snaefell Mountain | Tourist Trophy | Isle of Man Tourist Trophy (T.T.Races 1958)  |              |           | John Surtees | MV Agusta | John Surtees | MV Agusta | Bob Anderson   | Norton    | Bob Brown       | Norton    | [ 1 ] [ 2 ] [ 3 ] [ 4 ] [ 5 ] [ 6 ] [ 7 ] [ 8 ]                          |
| 2  | 28. lipnja 1958.  | Assen             | VN Nizozemske  | Dutch TT                                     | John Surtees | MV Agusta | John Surtees | MV Agusta | John Surtees | MV Agusta | John Hartle    | MV Agusta | Derek Minter    | Norton    | [ 1 ] [ 2 ] [ 3 ] [ 4 ] [ 9 ] [ 10 ] [ 11 ] [ 12 ] [ 13 ]                |
| 3  | 6. srpnja 1958.   | Spa-Francorchamps | VN Belgije     | Grand Prix de Belgique des Motos             | John Surtees | MV Agusta | John Surtees | MV Agusta | John Surtees | MV Agusta | Keith Campbell | Norton    | John Hartle     | MV Agusta | [ 1 ] [ 2 ] [ 3 ] [ 4 ] [ 14 ] [ 15 ] [ 16 ] [ 17 ] [ 18 ]               |
| 4  | 20. srpnja 1958.  | Nürburgring       | VN Njemačke    | Großer Preis von Deutschland                 |              |           | John Surtees | MV Agusta | John Surtees | MV Agusta | John Hartle    | MV Agusta | Gary Hocking    | Norton    | [ 1 ] [ 2 ] [ 3 ] [ 4 ] [ 19 ] [ 20 ] [ 21 ] [ 22 ]                      |
| 5  | 27. srpnja 1958.  | Hedemora          | VN Švedske     | Sveriges Grand Prix                          |              |           | Geoff Duke   | Norton    | Geoff Duke   | Norton    | Dickie Dale    | BMW       | Terry Shepherd  | Norton    | [ 1 ] [ 2 ] [ 3 ] [ 4 ] [ 23 ] [ 24 ] [ 25 ] [ 26 ] [ 27 ]               |
| 6  | 9. kolovoza 1958. | Dundrod – Belfast | VN Ulstera     | Classic 30th International Ulster Grand Prix | John Surtees | MV Agusta | John Surtees | MV Agusta | John Surtees | MV Agusta | Bob McIntyre   | Norton    | John Hartle     | MV Agusta | [ 1 ] [ 2 ] [ 3 ] [ 4 ] [ 28 ] [ 29 ] [ 30 ] [ 31 ] [ 32 ] [ 33 ] [ 34 ] |
| 7  | 14. rujna 1958.   | Monza             | VN Nacija      | 36º Gran Premio delle Nazioni                | John Surtees | MV Agusta | John Surtees | MV Agusta | John Surtees | MV Agusta | Remo Venturi   | MV Agusta | Umberto Masetti | MV Agusta | [ 1 ] [ 2 ] [ 3 ] [ 4 ] [ 35 ] [ 36 ] [ 37 ] [ 38 ] [ 39 ]               |

1. startna pozicija (eng. pole position) – kao statistika se broji od 1974. godine, dotad nije službeno dijeljena, te je ovisila o pojedinim stazama i utrkama 

Tourist Trophy - za TT utrku je klasa nazvana Senior TT 

VN Nizozemske – također navedena kao Dutch TT, odnosno TT Assen 

VN Njemačke - također navedena kao VN Zapadne Njemačke 

VN Švedske – također navedena kao Hedemora TT

## Poredak za vozače
Sustav bodovanja
Bodove je osvajalo prvih 6 vozača u utrci. Od ukupnog broja osvojenih bodova, u poretku su vozaču stavljeni bodovi iz 4 utrke s najboljim plasmanom. 
| pozicija u utrci | 1. | 2. | 3. | 4. | 5. | 6. |
| bodovi           | 8  | 6  | 4  | 3  | 2  | 1  |

| mj. | vozač           | konstruktor      | bm | momčad (tim)              | motocikl                                      | bodova u poretku | (ukupno bodova) |
| --- | --------------- | ---------------- | -- | ------------------------- | --------------------------------------------- | ---------------- | --------------- |
| 1.  | John Surtees    | MV Agusta        | 1  | Meccanica Verghera Agusta | MV Agusta 500 Quattro Catena                  | 32               | (48)            |
| 2.  | John Hartle     | MV Agusta        |    | Meccanica Verghera Agusta | MV Agusta 500 Quattro Catena MV Agusta 500 6C | 20               |                 |
| 3.  | Geoff Duke      | BMW Norton       |    |                           | BMW RS 54 Norton 30M                          | 13               |                 |
| 4.  | Dickie Dale     | BMW              |    |                           | BMW RS 54                                     | 13               | (16)            |
| 5.  | Derek Minter    | Norton           |    |                           | Norton                                        | 10               |                 |
| 6.  | Gary Hocking    | Norton           |    |                           | Norton                                        | 8                |                 |
| 7.  | Ernst Hiller    | BMW              |    |                           | BMW                                           | 8                |                 |
| 8.  | Bob Anderson    | Norton           |    |                           | Norton                                        | 7                |                 |
| 9.  | Keith Campbell  | Norton           |    |                           | Norton 40M                                    | 6                |                 |
| 9.  | Bob McIntyre    | Norton           |    |                           | Norton                                        | 6                |                 |
| 9.  | Remo Venturi    | MV Agusta        |    | Meccanica Verghera Agusta | MV Agusta 500 Quattro Catena                  | 6                |                 |
| 12. | Bob Brown       | Norton BMW       |    |                           | Norton BMW                                    | 6                |                 |
| 13. | Terry Shepherd  | Norton           |    |                           | Norton                                        | 4                |                 |
| 13. | Umberto Masetti | MV Agusta        |    |                           | MV Agusta 500 Quattro Catena                  | 4                |                 |
| 15. | Dave Chadwick   | Norton           |    | Barrow Motor Co. Ltd.     | Norton                                        | 3                |                 |
| 16. | Carlo Bandirola | MV Agusta        |    |                           | MV Agusta 500 Quattro Catena                  | 2                |                 |
| 17. | John Anderson   | Norton Matchless |    |                           | Norton Matchless                              | 1                |                 |

 u ljestvici vozači koji su osvojili bodove u prvenstvu 

## Poredak za konstruktore
Sustav bodovanja
Bodove za proizvođača osvaja najbolje plasirani motocikl proizvođača među prvih 6 u utrci. Od ukupnog broja osvojenih bodova, u poretku su konstruktoru stavljeni bodovi iz 4 utrke s najboljim plasmanom. 
| pozicija u utrci | 1. | 2. | 3. | 4. | 5. | 6. |
| bodovi           | 8  | 6  | 4  | 3  | 2  | 1  |

"MV Agusta"' prvak u poretku konstruktora. 
| mj. | konstruktor | bod | (ukupno bodova) |
| --- | ----------- | --- | --------------- |
| 1.  | MV Agusta   | 32  | (48)            |
| 2.  | Norton      | 26  | (35)            |
| 3.  | BMW         | 15  | (19)            |

 u ljestvici konstruktori koji su osvojili bodove u prvenstvu 

## Vanjske poveznice
- (engl.) motogp.com
- (fr.) racingmemo.free.fr, LES CHAMPIONNATS DU MONDE DE VITESSE MOTO
- (engl.) motorsportstats.com, MotoGP
- (fr.) pilotegpmoto.com, wayback
- (nizoz.) jumpingjack.nl, Alle Grand-Prix uitslagen en bijzonderheden, van 1973 (het jaar dat Jack begon met racen) tot heden., wayback
- (engl.) motorsport-archive.com, World 500ccm Championship :: Overview wayback arhiva
- (engl.) the-sports.org, Moto - Moto GP - Prize list
- (engl.) motorsportmagazine.com, World Motorcycle Championship / MotoGP
- (engl.) motorsporttop20.com, Motorcycle Championships
- (engl.) progcovers.com, Motor Racing Programme Covers / FIM Grand Prix World Championship Programmes / 500cc Class / MotoGP
- (njem.) de.wikipedia.org, Motorrad-Weltmeisterschaft 1958
- (engl.) en.wikipedia.org, 1958 Grand Prix motorcycle racing season
- (šp.) es.wikipedia.org, Temporada 1958 del Campeonato del Mundo de Motociclismo
- (tal.) it.wikipedia.org, Risultati del motomondiale 1958
- (nizoz.) nl.wikipedia.org, Wereldkampioenschap wegrace 1958